# Sinfonía en fa mayor, KV 75 (Mozart)

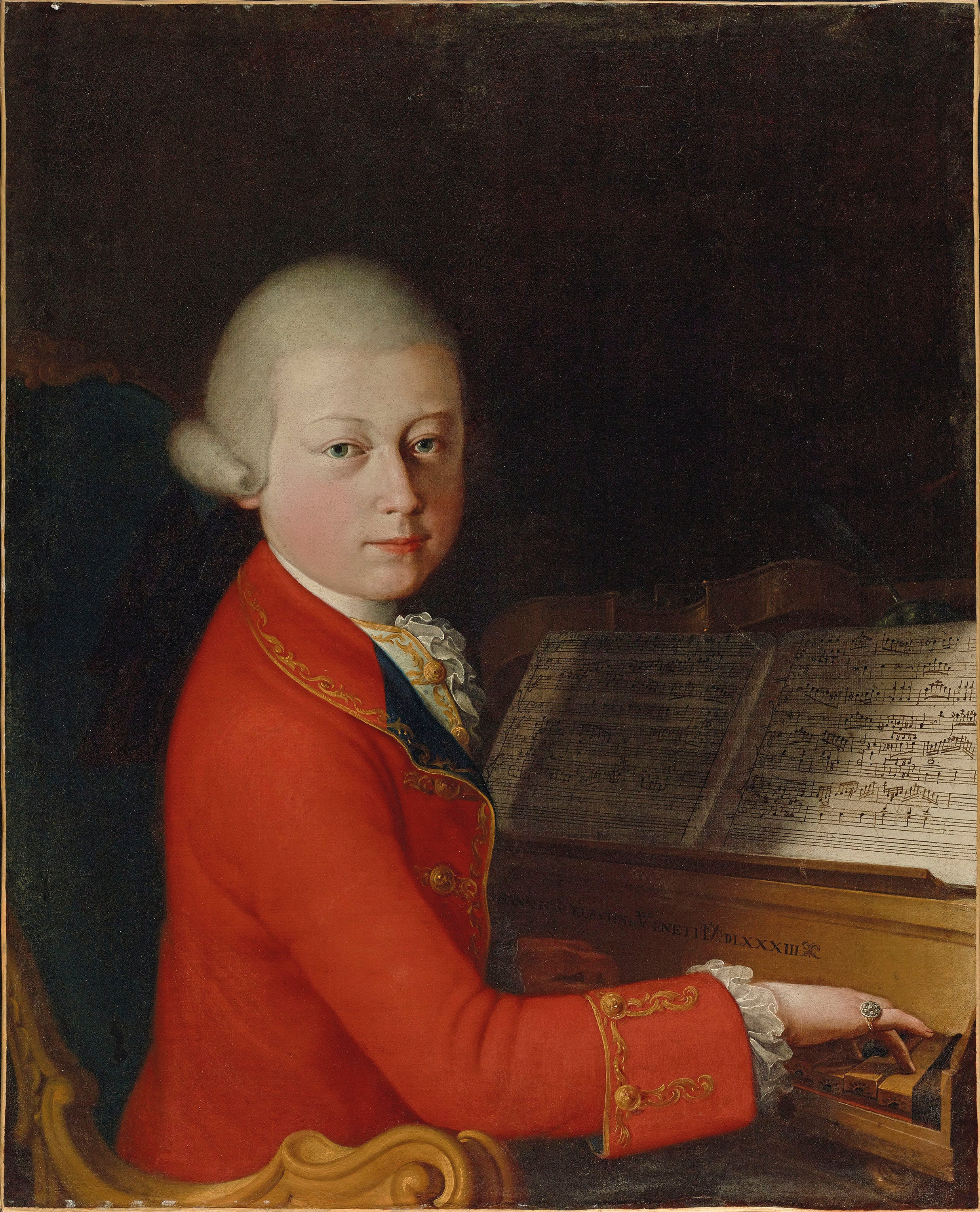
Mozart en 1770.

La Sinfonía n.º 42 en fa mayor, K. 75 probablemente fue compuesta por Wolfgang Amadeus Mozart en 1771, cuando el compositor tenía quince años.

## Historia

### Contexto

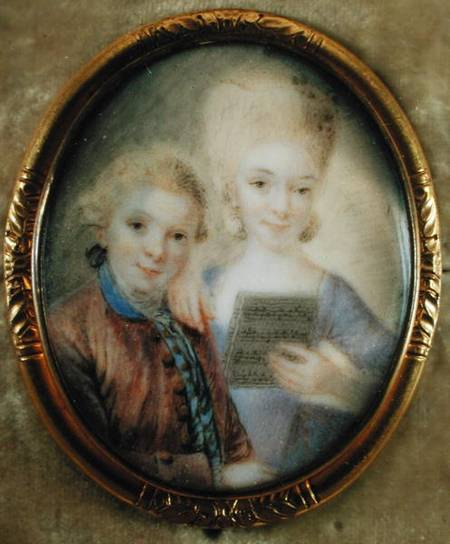
Wolfgang y Nannerl hacia 1763.

La carrera de Mozart como sinfonista había empezado en Londres durante el gran viaje de la familia Mozart por Europa entre junio de 1763 y noviembre de 1766. El padre Leopold Mozart planeó la gira para exhibir a sus prodigiosos hijos, Wolfgang y Nannerl en las principales cortes europeas. En ese tiempo Wolfgang compuso sus primeras obras del género, que tenían una deuda sustancial con las sinfonías de estilo galante italianizante en tres movimientos de Carl Friedrich Abel y Johann Christian Bach; también escuchó las sinfonías de compositores relevantes como Thomas Arne, William Boyce y Giuseppe Sammartini. Posteriormente Leopold y sus hijos pasaron en Viena varios meses de 1768 durante los cuales el joven maestro hizo un esfuerzo consciente por adaptar su estilo sinfónico a los gustos del público vienés, adoptando entre otras cosas la estructura en cuatro movimientos. Una afortunada consecuencia de los largos viajes del compositor en ciernes fue el contacto que le proporcionaron con una generosa muestra representativa de las tradiciones musicales europeas: alemana, británica, francesa e italiana.
El joven compositor y su padre realizaron tres viajes a Italia entre diciembre de 1769 y en mayo de 1773. En este periodo alternó sus visitas con estancias en Salzburgo durante las cuales creó la ópera Mitrídates, rey de Ponto, así como varias sinfonías con apreciable influencia del gusto italiano por la ópera bufa. En 1772 y 1773 el maestro austríaco vivió una etapa de entusiasmo por la escritura sinfónica, produciendo cada año siete nuevas sinfonías (n.º 15 - n.º 27). Después redujo su actividad en este campo y en los dos años siguientes sólo aparecieron tres nuevas piezas del género (n.º 28, 29 y 30). En 1778 realizó un largo y nefasto viaje a Mannheim y a París, durante el cual falleció su madre y su única producción relevante fue la Sinfonía n.º 31 "París". En enero de 1779 regresó a su ciudad natal donde creó otras tres sinfonías (n.º 32, 33 y 34) con las que cierra su etapa en Salzburgo. El casi cuarto de siglo que separa su primera sinfonía de la última -la n.º 41- estuvo marcado por el interés recurrente, si no continuo, del compositor por las posibilidades inherentes a esta forma. Al examinar la cronología de las obras de Mozart, se observa que la composición de sus sinfonías tiende a producirse en grupos espaciados irregularmente, de hasta nueve o diez ejemplos seguidos, en lugar de regular o aisladamente. Lo que esto podría sugerir, al margen de cualquier motivación económica, es que empleó estos periodos específicamente para resolver los problemas y retos de la forma sinfónica.

### Composición
La composición de esta obra, si realmente se trata de una obra del joven Mozart, pudo desarrollarse entre marzo y agosto de 1771 en Salzburgo. A pesar de su numeración se trata de una de las sinfonías tempranas del maestro austríaco, ya que fue una de las que se descubrieron después de que se elaborara la lista "oficial" de 41 sinfonías. Tras componer varias sinfonías en Roma, Mozart estuvo un año sin escribir sinfonías, pero reanudó su actividad en Salzburgo en el verano de 1771. La Sinfonía en fa mayor K. 75  se llamó en su día de manera engañosa "n.º 42". Al igual que sucede con otras obras de este periodo, como la Sinfonía en re mayor, K. 97, la partitura autógrafa, que estaba en posesión de Breitkopf & Härtel, fue destruida durante la Segunda Guerra Mundial. Aunque no existe ningún manuscrito autentificado, hay pocas dudas de que su autoría sea de Mozart. De hecho, muchos expertos consideran que la obra es auténtica.

### Estreno y publicación
No se sabe con certeza la fecha y el lugar en que se celebró el estreno de la sinfonía.
La primera edición fue llevada a cabo en 1881 por el editor Carl Reinecke para la casa Breitkopf & Härtel en Leipzig, que publicó bajo la denominación Wolfgang Amadeus Mozarts Werke, Serie XXIV: Supplemente, Bd.1, No.2, tanto las partes como la partitura completa.
La Alte Mozart-Ausgabe (Antigua Edición de Mozart), que publicó la primera edición completa de las obras musicales de Mozart entre 1879 y 1882, estableció la secuencia numerada del 1 al 41 para la producción sinfónica del maestro austríaco. Algunas piezas, como la Sinfonía en fa mayor, K. 76, fueron publicadas en suplementos de la Alte-Mozart Ausgabe hasta 1910. Las sinfonías no numeradas en aquel momento han recibido posteriormente números que van del 42 al 56, incluso aunque fueran escritas por Mozart con anterioridad a la Sinfonía n.º 41 de 1788. Conforme a este esquema de numeración la Sinfonía K. 75 recibiría el número 42.

## Instrumentación
La partitura está escrita para una orquesta formada por:
- Viento madera: 2 oboes y [1 fagot].
- Viento metal: 2 trompas en fa.
- Teclado: [clavecín].
- Cuerda: una sección de cuerdas con 2 violines (primero y segundo), viola, violonchelo y contrabajo.

En las orquestas de aquella época era una práctica común emplear el fagot y el clavecín, si estaban presentes en la orquesta, para reforzar la línea del bajo doblando a los violonchelos y los contrabajos o bien como continuo, incluso sin notación separada.

## Estructura y análisis
La sinfonía consta de cuatro movimientos:
- I. Allegro, en fa mayor 3
4
- II. Menuetto – Trio, en fa mayor 3
4
- III. Andantino, en si bemol mayor 2
4
- IV. Allegro, en fa mayor 3
8

La interpretación de esta obra dura aproximadamente entre 10 y 15 minutos. Se aprecia en esta obra un incremento de la elegancia y un mayor uso de la síncopa. Mozart da el insólito paso de colocar el minueto con trío como segundo movimiento en lugar del tercero, que era lo habitual en el esquema clásico de la sinfonía. En conjunto se trata de una pieza alegre.

### I.Allegro
El primer movimiento, Allegro, está escrito en la tonalidad de fa mayor, en compás de 3/4 y sigue la forma sonata. 

### II.Menuetto–Trio
El segundo movimiento, Menuetto – Trio, está en fa mayor que en el trío pasa a si bemol mayor y en compás de 3/4. 

### III.Andantino
El tercer movimiento, Andantino, está en si bemol mayor y en compás de 2/4.   

### IV.Allegro
El cuarto y último movimiento, Allegro, retoma la tonalidad inicial y el compás es 3/8. 